# Miniopterus inflatus
Miniopterus inflatus — вид ссавців родини лиликових.

## Проживання, поведінка
Країна поширення: Камерун, Центральноафриканська Республіка, Демократична Республіка Конго, Екваторіальна Гвінея, Ефіопія, Габон, Гвінея, Кенія, Ліберія, Мозамбік, Намібія, Танзанія, Уганда, Зімбабве. Населяє вологі тропічні ліси.

## Загрози та охорона
Немає серйозних загроз для цього виду. Цей вид був записаний в багатьох охоронних територіях.